# Maria-Croon-Weg

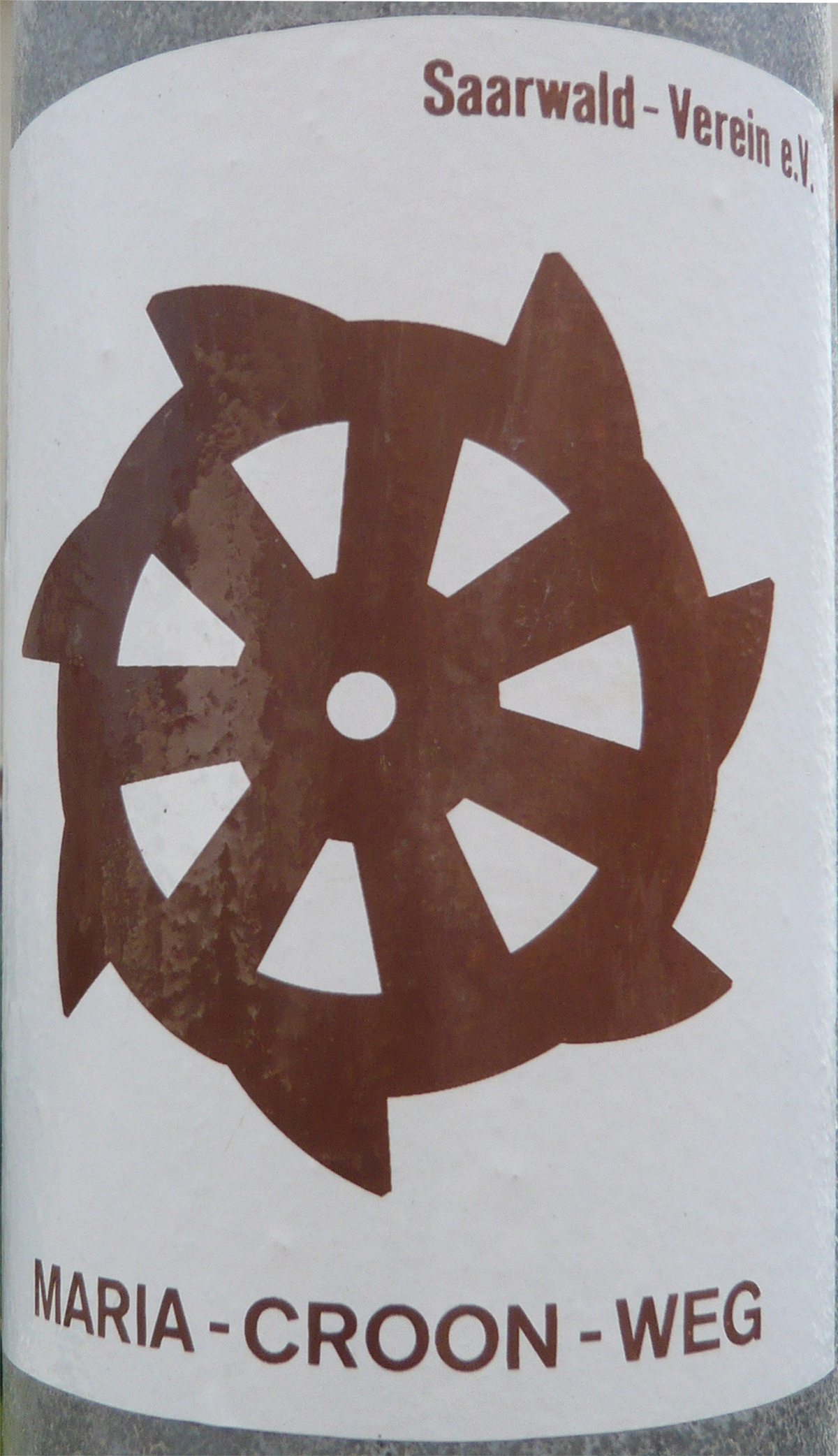
Markierungsschild: Maria-Croon-Weg

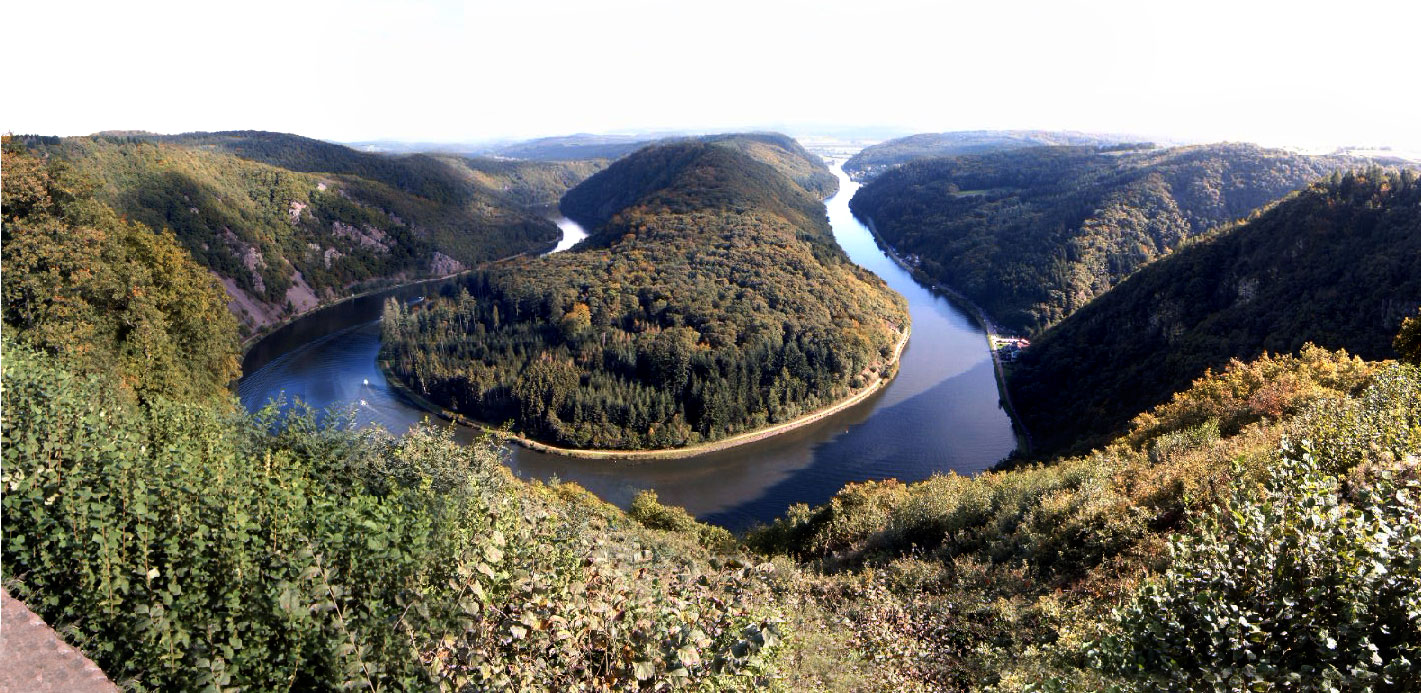
Blick von der Cloef auf die Saarschleife

Der Maria-Croon-Weg ist ein der Schriftstellerin Maria Croon gewidmeter Wanderweg. Er ist 18 Kilometer lang und führt von Orscholz im Saarland nach Saarburg in Rheinland-Pfalz. Der Weg ist mit einem braunen Mühlrad auf weißem Feld gekennzeichnet. Er gehört zu den 19 Saar-Lor-Lux-Kulturwanderwegen, die das historische und kulturelle Erbe des Saarlandes und seiner Grenzregionen zum Thema haben.

## Verlauf der Strecke
Der Startpunkt der Wanderung befindet sich bei Orscholz am Parkplatz an der Cloef, von der aus die Saarschleife überblickt werden kann. Der Weg führt zunächst in Richtung Oberleuken, dann bergab ins Tal des Leukbaches, dem der Weg bis zum Ziel der Wanderung folgt. Das Tal wird bei der Haselmühle erreicht, an Oberer und Unterer Stegmühle vorbei wandert man durch die Kollesleuker Schweiz mit beeindruckenden Felsformationen, die Teil des Naturschutzgebiets Leuktal, Krautfelsen und Bärenfels bei Orscholz sind. Man quert die Grenze vom Saarland nach Rheinland-Pfalz und gelangt an der Herrenmühle vorbei nach Kollesleuken, einem Ortsteil von Freudenburg. Weiter führt der Weg nach Trassem und entlang des Leukbaches zum Endpunkt nach Saarburg. Hier bildet die Leuk einen Wasserfall, um kurz darauf in die Saar zu münden. Am Leukbach stehen viele Mühlen, die interessanteste in Saarburg, sie wird heute zur Stromerzeugung genutzt.

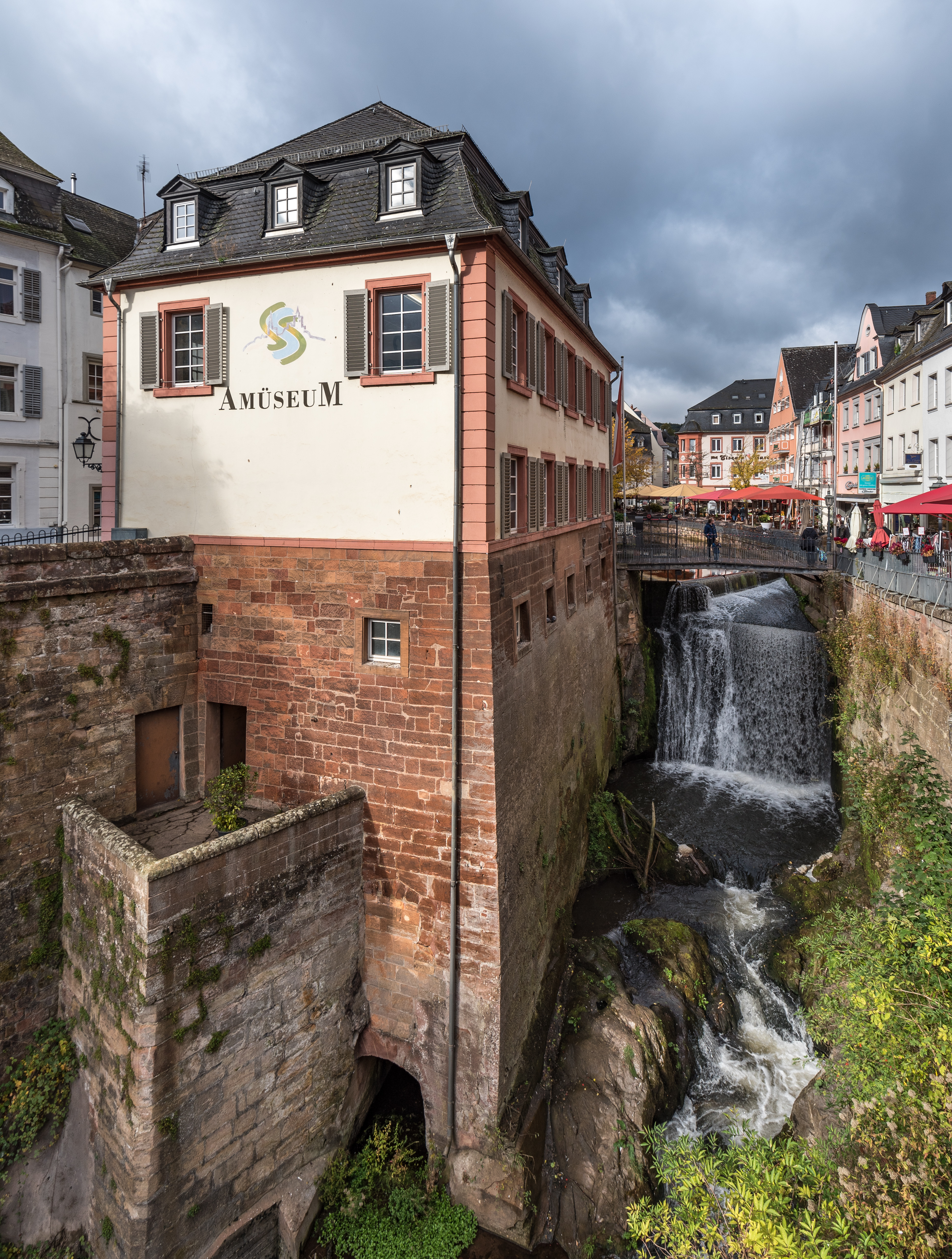
Wasserfall in Saarburg

An einer Stelle, an der man über das Tal von Leuk- und Weyerbach nach Meurich blicken kann, erinnert eine Tafel an Maria Croon, die in Meurich geboren und beigesetzt wurde. Das Leukbachtal hat sie in vielen Werken literarisch festgehalten, so zum Beispiel in Die Mission der Traut Halbach. Maria Croon schrieb: „Von hier aus konnte man den Verlauf des Flüsschens eine Strecke weit übersehen. Jenseits kletterte der bunte Herbstwald die Hänge herauf. Über seinen Gipfeln ruhte der Horizont, er war heute ein wenig getrübt von den aufsteigenden Nebeln und dem Rauch der Kartoffelfeuer, die auf den Äckern brannten.“

## Sehenswertes an der Strecke
- Saarschleife bei Orscholz
- Orkelsfelsen bei Orscholz
- Pilzfelsen im Leukbachtal
- Burg in Saarburg